# کول‌سیتی (ایلینوی)
کول‌سیتی (به انگلیسی: Coal City) یک منطقهٔ مسکونی در ایالات متحده آمریکا است که در ایلینوی واقع شده‌است. کول‌سیتی ۱۳٫۸۴ کیلومتر مربع مساحت و ۵٬۵۸۷ نفر جمعیت دارد و ۱۷۳٫۱۳ متر بالاتر از سطح دریا واقع شده‌است.